# Dendrobium bifarium
Dendrobium bifarium är en orkidéart som beskrevs av John Lindley. Dendrobium bifarium ingår i släktet Dendrobium, och familjen orkidéer. Inga underarter finns listade i Catalogue of Life.